# Schwissel
Schwissel település Németországban, Schleswig-Holstein tartományban. Lakosainak száma 259 fő (2023. december 31.). Schwissel Traventhal, Bebensee és Klein Gladebrügge községekkel határos.

## Népesség
A település népességének változása:
| Lakosok száma | 228  | 265  | 265  | 256  | 257  | 259  |
|               | 1975 | 2017 | 2019 | 2021 | 2022 | 2023 |